# Penepodium fumipenne
Penepodium fumipenne là một loài côn trùng cánh màng trong họ Sphecidae, thuộc chi Penepodium. Loài này được Taschenberg miêu tả khoa học đầu tiên năm 1869.